# Houvin-Houvigneul
Houvin-Houvigneul est une commune française située dans le département du Pas-de-Calais en région Hauts-de-France. Ses habitants sont appelés les Houvinois.
La commune fait partie de la communauté de communes des Campagnes de l'Artois qui regroupe 96 communes et compte 33 141 habitants en 2021.

## Géographie

### Localisation
Localisée dans le sud-est du département du Pas-de-Calais, Houvin-Houvigneul est une commune située, à vol d'oiseau, à 10 km au sud de la commune de Saint-Pol-sur-Ternoise (aire d'attraction) et à 28 km à l'ouest de la commune d’Arras (chef-lieu d'arrondissement et préfecture du Pas-de-Calais).
Le territoire de la commune est limitrophe de ceux de huit communes.
Les communes limitrophes sont  Canettemont, Estrée-Wamin, Magnicourt-sur-Canche, Moncheaux-lès-Frévent, Monts-en-Ternois, Rebreuve-sur-Canche, Rebreuviette et Sibiville.

### Géologie et relief
La superficie de la commune est de 8,66 km2 ; son altitude varie de 108  à   148 m.

### Hydrographie

#### Réseau hydrographique
La commune est située dans le bassin Artois-Picardie. Elle est drainée par le Magnicourt-sur-Canche,.

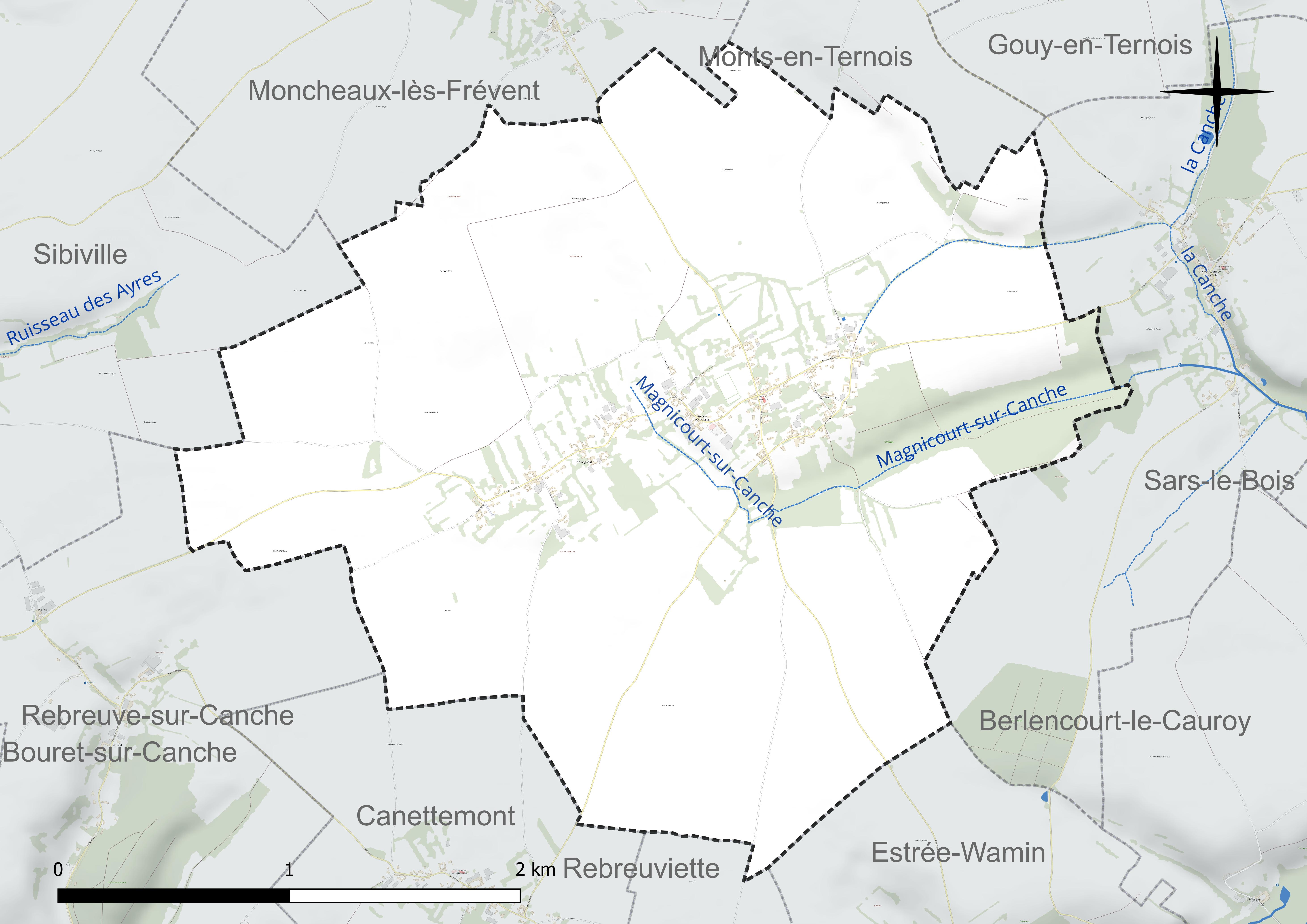
Réseau hydrographique d'Houvin-Houvigneul.

#### Gestion et qualité des eaux
Le territoire communal est couvert par le schéma d'aménagement et de gestion des eaux (SAGE) « Canche ». Ce document de planification concerne un territoire de 1 391 km2 de superficie, délimité par le bassin versant de la Canche. Le périmètre a été arrêté le 26 février 1999 et le SAGE proprement dit a été approuvé le 3 octobre 2011, puis modifié le 4 juillet 2014. La structure porteuse de l'élaboration et de la mise en œuvre est le syndicat mixte Canche et Authie (Symcéa).
La qualité des cours d'eau peut être consultée sur un site dédié géré par les agences de l'eau et l'Agence française pour la biodiversité.

### Climat
Pour des articles plus généraux, voir Climat des Hauts-de-France et Climat du Pas-de-Calais.
En 2010, le climat de la commune est de type climat des marges montargnardes, selon une étude du CNRS s'appuyant sur une série de données couvrant la période 1971-2000. En 2020, Météo-France publie une typologie des climats de la France métropolitaine dans laquelle la commune est exposée à un climat océanique et est dans la région climatique Côtes de la Manche orientale, caractérisée par un faible ensoleillement (1 550 h/an) ; forte humidité de l'air (plus de 20 h/jour avec humidité relative > 80 % en hiver), vents forts fréquents.
Pour la période 1971-2000, la température annuelle moyenne est de 10,1 °C, avec une amplitude thermique annuelle de 13,8 °C. Le cumul annuel moyen de précipitations est de 844 mm, avec 12,8 jours de précipitations en janvier et 9,7 jours en juillet. Pour la période 1991-2020, la température moyenne annuelle observée sur la station météorologique la plus proche, située sur la commune de Saulty à 14 km à vol d'oiseau, est de 10,4 °C et le cumul annuel moyen de précipitations est de 899,7 mm,. Pour l'avenir, les paramètres climatiques de la commune estimés pour 2050 selon différents scénarios d'émission de gaz à effet de serre sont consultables sur un site dédié publié par Météo-France en novembre 2022.

### Paysages
Pour un article plus général, voir Paysage en France.
La commune s'inscrit dans les « paysages du Ternois » tels qu'ils sont définis dans l'atlas de paysages de la région Nord-Pas-de-Calais, conçu par la direction régionale de l'Environnement, de l'Aménagement et du Logement (DREAL),.
Ces paysages, qui concernent 138 communes avec trois pôles d'attraction que sont Hesdin à l'ouest, Saint-Pol-sur-Ternoise à l'est et, dans une moindre mesure, Frévent en lisière sud, sont délimités par deux cours d'eau : la Canche au Sud et la Ternoise au Nord. Ces paysages sont composés de plateaux, de vallées et de bocages. Les plateaux du Ternois montrent une structure tabulaire assez plane et une altitude assez régulière avec des points culminants entre 150  à   160 m.
Le territoire d'une vingtaine de kilomètres du Nord au Sud et d'Est en Ouest, est traversé par la D 939 reliant Saint-Pol-sur-Ternoise à Hesdin, par la D 912 entre Saint-Pol-sur-Ternoise et Frévent et par la ligne ferroviaire de Saint-Pol-sur-Ternoise à Étaples dans la vallée de la Canche. La position excentrée, en l'absence de grands axes autoroutiers ou ferrés structurants, a permis au Ternois de conserver un caractère rural et une certaine qualité de paysage.
Au niveau de l'occupation des sols, les surfaces cultivées sont omniprésentes sur les plateaux, avec majoritairement la culture de la betterave et de la pomme de terre, et représentent près de 72 % de la surface totale de ces paysages du Ternois, les espaces artificialisés, cantonnés dans les fonds de vallée, représentent 13 % et les surfaces boisées, présentes dans les deux principales vallées de la Ternoise et de la Canche, ne représentent que 6 %.

### Milieux naturels et biodiversité

#### Espèces faunistiques et floristiques
L'Inventaire national du patrimoine naturel (INPN) recense plusieurs espèces faunistiques et floristiques sur le territoire de la commune dont certaines sont protégées et d'autres menacées et quasi-menacées.

## Urbanisme

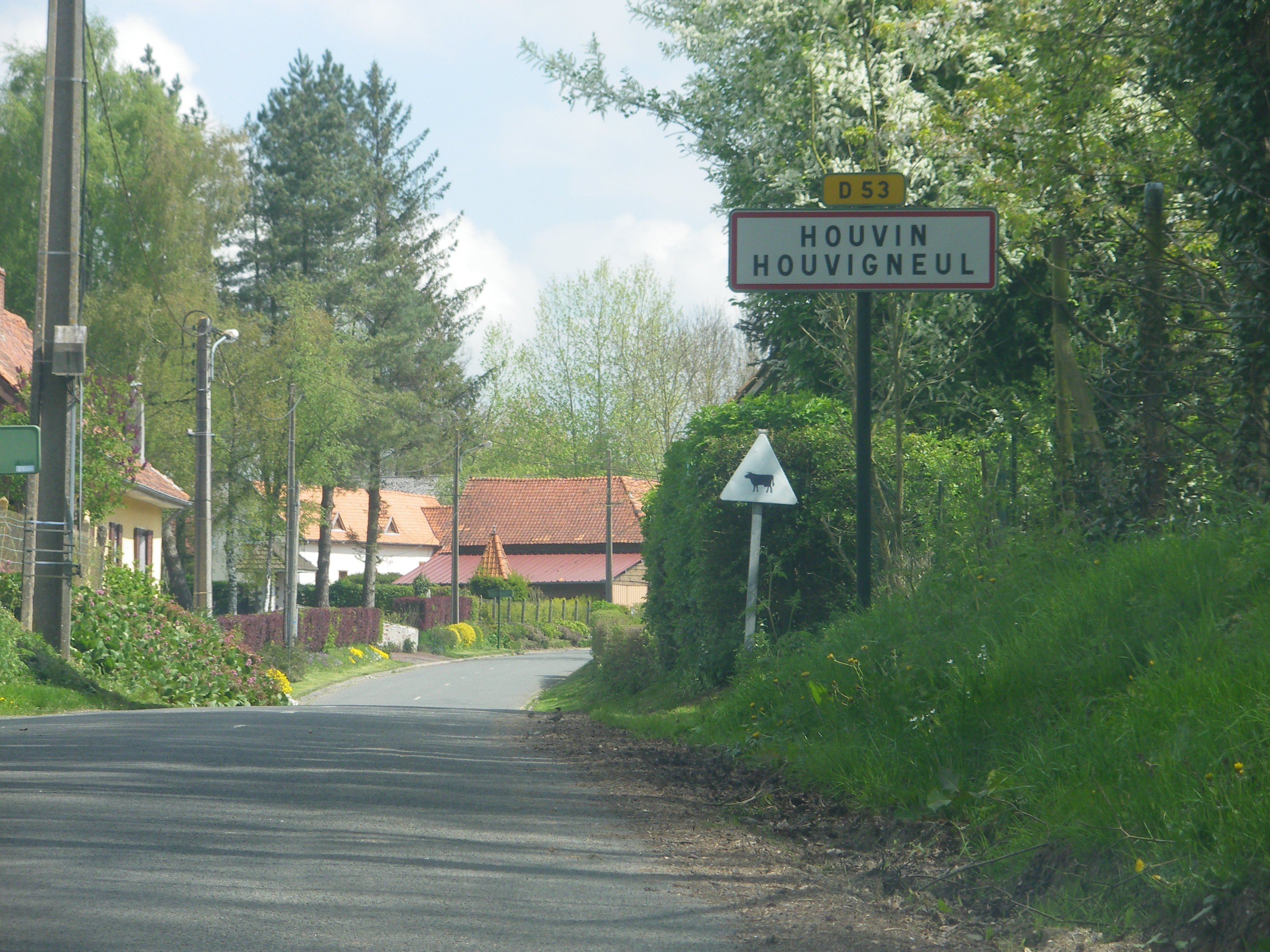
Une entrée de la commune.

### Typologie
Au 1er janvier 2024, Houvin-Houvigneul est catégorisée commune rurale à habitat dispersé, selon la nouvelle grille communale de densité à sept niveaux définie par l'Insee en 2022.
Elle est située hors unité urbaine. Par ailleurs la commune fait partie de l'aire d'attraction de Saint-Pol-sur-Ternoise, dont elle est une commune de la couronne,. Cette aire, qui regroupe 72 communes, est catégorisée dans les aires de moins de 50 000 habitants,.

### Occupation des sols
L'occupation des sols de la commune, telle qu'elle ressort de la base de données européenne d'occupation biophysique des sols Corine Land Cover (CLC), est marquée par l'importance des territoires agricoles (90,6 % en 2018), une proportion sensiblement équivalente à celle de 1990 (91,3 %). La répartition détaillée en 2018 est la suivante : 
terres arables (73,2 %), prairies (17,4 %), zones urbanisées (6,1 %), forêts (3,3 %). L'évolution de l'occupation des sols de la commune et de ses infrastructures peut être observée sur les différentes représentations cartographiques du territoire : la carte de Cassini (XVIIIe siècle), la carte d'état-major (1820-1866) et les cartes ou photos aériennes de l'IGN pour la période actuelle (1950 à aujourd'hui).

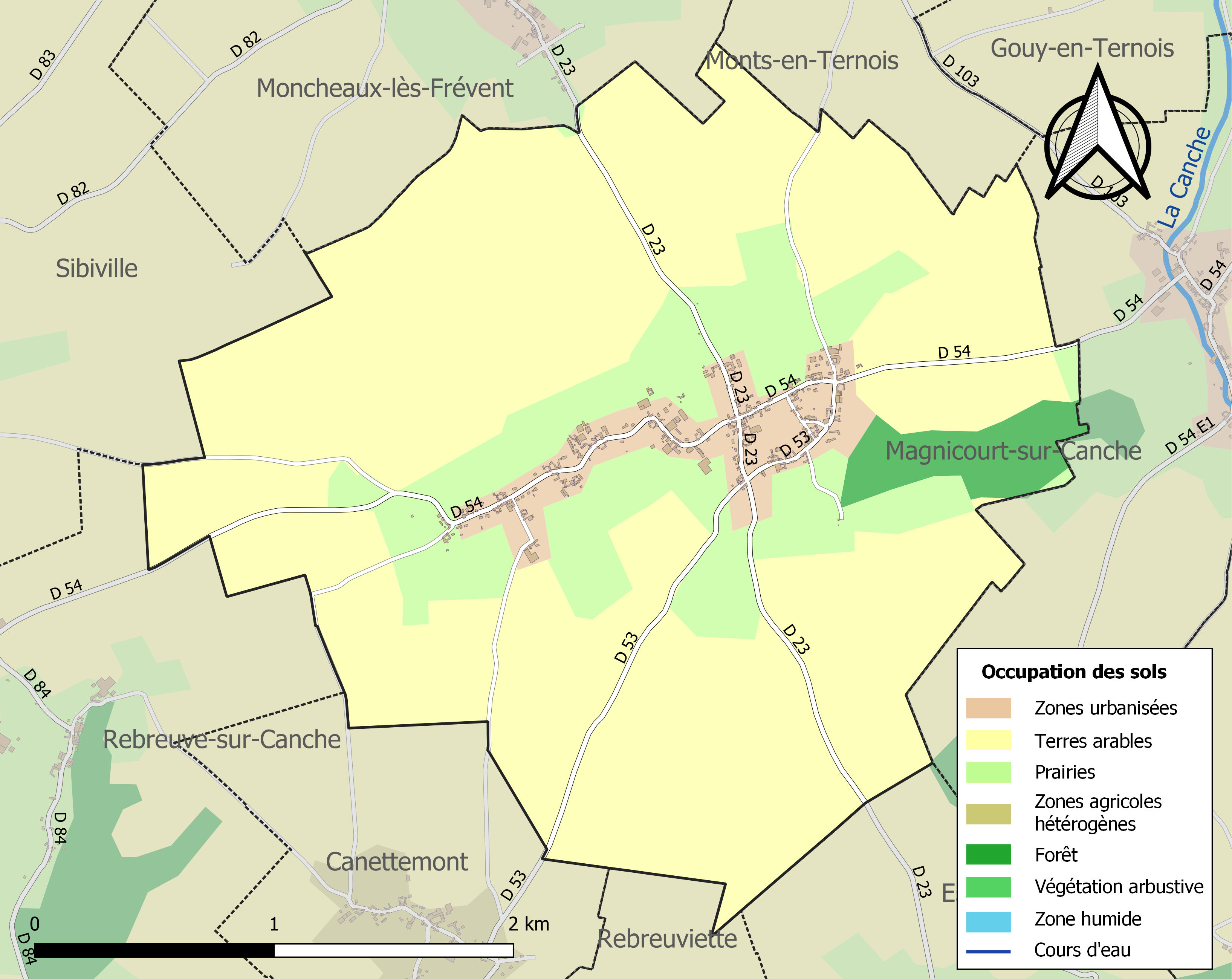
Carte des infrastructures et de l'occupation des sols de la commune en 2018 (CLC).

## Toponymie
Houvin est attesté sous les formes Olvin (1079) ; Huvin (1179) ; Uvin (1183) ; Hovin (1191-1192) ; Houving (1195) ; Ovin (1199) ; Ouvign (1220) ; Ovin (1225) ; Houvin (1240) ; Houving (1354) ; Houwin (1499) ; Hovign (vers 1512) ; Houvim (1559).
Houvigneul est attesté sous les formes Houvinol (1177) ; Ovinuel, Houvignuel (1190) ; Hovoeignieu (1192) ; Houveignieu (1192) ; Houvegnel (1214) ; Houviniuel (1214) ; Hovignoel (1222) ; Hoveniuel (1227) ; Ouwioel (xiiie siècle) ; Hovegnuel (XIIIe siècle) ; Hougvigneul-lez-Sainct-Pol (1452) ; Houvinneul (1517) ; Houvignoeul (XVIIIe siècle).

## Histoire
Houvin a été donné par le chevalier Adam d'Houvin en 1272 à l'abbaye de Crespin.

« Nous Guis de Chastillon, cuens de Saint Pol, faisons asavoir a tous cels qui ces presentes lettres verront et orront que, comme il fust ainsi que l'eglise Saint Crespin en Chaye de Soissons eust tenu ca en arriere et tenist encore en nom de gage la disme de Houvin, mouvant de nostre fié et appartenant a Adam de Houvin, chevalier, par raison d'heritage, nous, a la requeste le dit Adam, reconnoissant devant nous comme devant seigneur qu'il avoit aumosné et quitté de nouvel la proprieté et l'heritage de toute celle disme, grant et menue, en nom d'aumosne pure a toujours a la dite eglise, sans retenir ne rachapt ne autre droiture, volons, greons, loons et confermons comme sires la dite aumosne de la dite disme faite a la dite eglise dou dict Adam ; et octroions a cele eglise a avoir et a tenir d'ore en avant toute cele disme et les apartenances de cele disme a tous jours franchement et quittement en main morte ; et quittons a la dite eglise de tout en tout, de nous et de nos oirs a tous jours, quelconque nous avons et povons et devons avoir de fié, d'omage, de service, de seigneurie, de toute droicture et de toute redevance en la dite disme, ne riens ne retenrons. Et pour ce que ce soit ferme chose et estable a toujours, et tenable de nous et de nos oirs, que nous y obligons, nous avons baillié a la dite eglise ces presentes lettres scellees de nostre seel. Ce fu fait en l'an de grace M CC LXXII, ou mois de janvier. »

— Jean-François Nieus, Les chartes des comtes de Saint-Pol (XIe-XIIIe siècles), Turnhout, 2008, no 327, p. 394.

Pendant la Première Guerre mondiale, la commune, de même que celles de Séricourt et Sibiville, a servi, en août 1915, de lieu de cantonnement à des troupes engagées sur le front de l'Artois (le front passait dans la région de Lens-Vimy-Arras). Le cantonnement a pour objectif de retirer les soldats du front afin qu'ils puissent récupérer physiquement et nerveusement. Néanmoins, pendant cette période de quelques jours avant de retourner au front, la hiérarchie veille à ne pas laisser les troupes dans l'oisiveté. A Houvin, les journées consistent à effectuer des travaux de propreté, nettoyage et réparation d'effets, marches d'entrainement, manœuvres et exercices ou entrainements divers. Parmi ceux-ci, peuvent être cités : « travaux de sape et d'abris, tirs, écoles de sections et de compagnies, mouvements d'ordre serré, déploiement et rassemblement, marches d'approche, destruction de défenses accessoires, confection de claies et de gabions, lancement de grenades, exercices des compagnies de mitrailleuses, instruction des cadres et des spécialités, théories, causeries morales, le cas échéant, prise d'armes ».

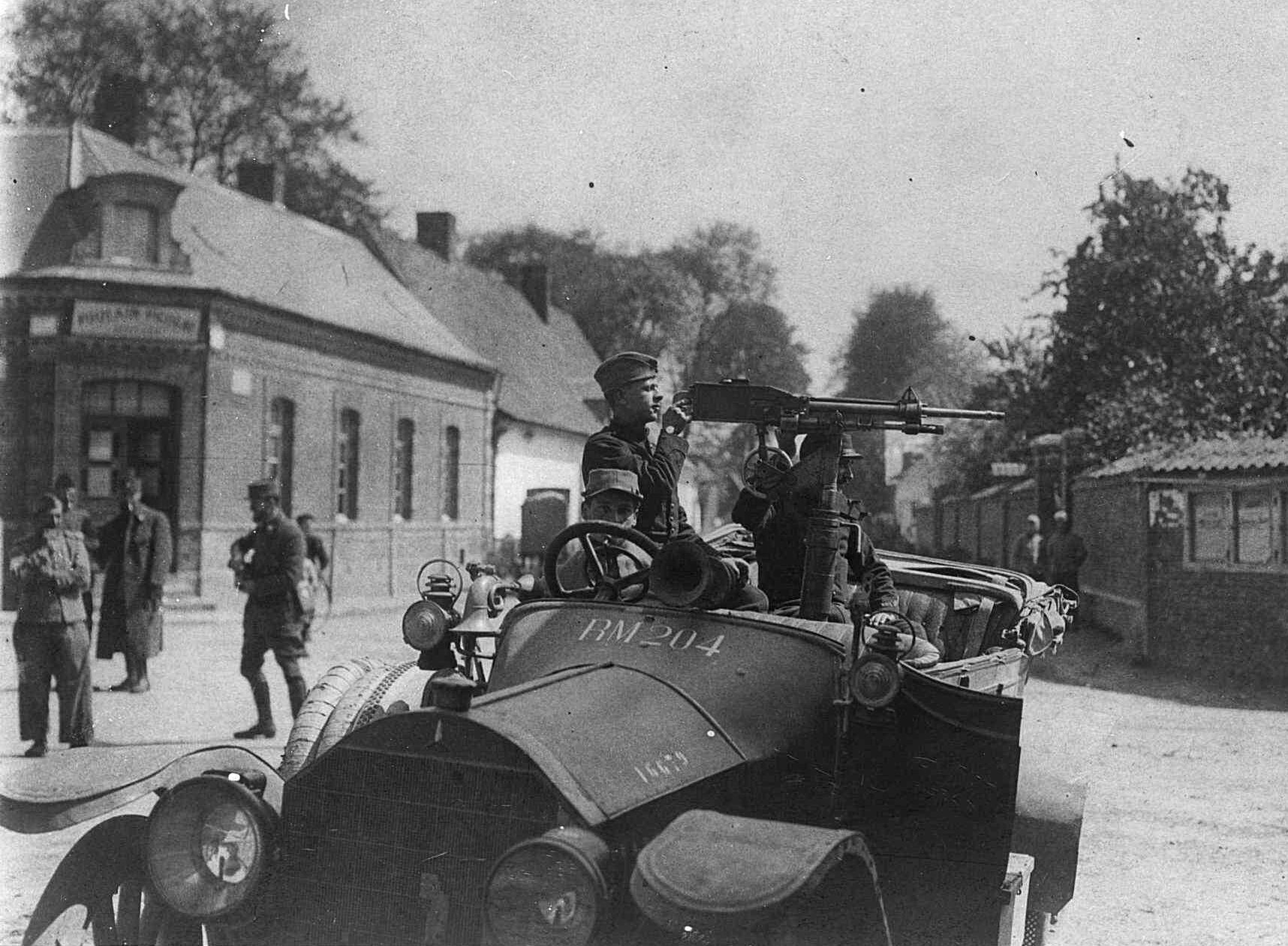
Auto-mitrailleuse à Houvin-Houvigneul (23 mai 1915).

Le 24 août 1915, un soldat du 74e régiment d'infanterie, Marie Gustave Adrien, condamné à mort par le tribunal de guerre de la 5e division d'infanterie, pour abandon de poste devant l'ennemi, a été fusillé à Houvin au matin, en présence de l'ensemble du régiment, en un point situé à 500 m sud de Séricourt, au sud de la voie ferrée. Le corps a été immédiatement inhumé à Séricourt.

## Politique et administration

### Découpage territorial
La commune se trouve dans l'arrondissement d'Arras du département du Pas-de-Calais.

#### Commune et intercommunalités
La commune est membre de la communauté de communes des Campagnes de l'Artois.

#### Circonscriptions administratives
La commune est rattachée au canton d'Avesnes-le-Comte.

#### Circonscriptions électorales
Pour l'élection des députés, la commune fait partie de la première circonscription du Pas-de-Calais.

### Élections municipales et communautaires

#### Liste des maires
| Période                                  | Période                     | Identité        | Étiquette | Qualité                                            |
| ---------------------------------------- | --------------------------- | --------------- | --------- | -------------------------------------------------- |
| Les données manquantes sont à compléter. |                             |                 |           |                                                    |
| 1983                                     | 1989                        | Mr Pronier      |           |                                                    |
| 1989                                     | 1995                        | André Pétain    |           |                                                    |
| 1995                                     | 2014,                       | René Delbée     |           |                                                    |
| 2014                                     | En cours (au 24 avril 2014) | Richard Skowron |           | Cadre territorial, Réélu pour le mandat 2020-2026, |

## Population et société

### Démographie
Les habitants sont appelés les Houvinois.

#### Évolution démographique
L'évolution du nombre d'habitants est connue à travers les recensements de la population effectués dans la commune depuis 1793. Pour les communes de moins de 10 000 habitants, une enquête de recensement portant sur toute la population est réalisée tous les cinq ans, les populations de référence des années intermédiaires étant quant à elles estimées par interpolation ou extrapolation. Pour la commune, le premier recensement exhaustif entrant dans le cadre du nouveau dispositif a été réalisé en 2008.

En 2022, la commune comptait 244 habitants, en évolution de +7,02 % par rapport à 2016 (Pas-de-Calais : −0,72 %, France hors Mayotte : +2,11 %).
| 1793 | 1800 | 1806 | 1821 | 1831 | 1836 | 1841 | 1846 | 1851 |
| ---- | ---- | ---- | ---- | ---- | ---- | ---- | ---- | ---- |
| 284  | 250  | 325  | 318  | 306  | 303  | 304  | 294  | 301  |

| 1856 | 1861 | 1866 | 1872 | 1876 | 1881 | 1886 | 1891 | 1896 |
| ---- | ---- | ---- | ---- | ---- | ---- | ---- | ---- | ---- |
| 558  | 575  | 565  | 562  | 546  | 543  | 540  | 520  | 510  |

| 1901 | 1906 | 1911 | 1921 | 1926 | 1931 | 1936 | 1946 | 1954 |
| ---- | ---- | ---- | ---- | ---- | ---- | ---- | ---- | ---- |
| 470  | 466  | 422  | 424  | 387  | 375  | 378  | 395  | 364  |

| 1962 | 1968 | 1975 | 1982 | 1990 | 1999 | 2006 | 2008 | 2013 |
| ---- | ---- | ---- | ---- | ---- | ---- | ---- | ---- | ---- |
| 332  | 315  | 266  | 245  | 221  | 201  | 224  | 230  | 229  |

| 2018 | 2022 | - | - | - | - | - | - | - |
| ---- | ---- | - | - | - | - | - | - | - |
| 235  | 244  | - | - | - | - | - | - | - |

#### Pyramide des âges
En 2018, le taux de personnes d'un âge inférieur à 30 ans s'élève à 31,1 %, soit en dessous de la moyenne départementale (36,7 %). À l'inverse, le taux de personnes d'âge supérieur à 60 ans est de 32,8 % la même année, alors qu'il est de 24,9 % au niveau départemental.
En 2018, la commune comptait 116 hommes pour 119 femmes, soit un taux de 50,64 % de femmes, légèrement inférieur au taux départemental (51,50 %).
Les pyramides des âges de la commune et du département s'établissent comme suit.
| Hommes | Classe d’âge | Femmes |
| ------ | ------------ | ------ |
| 0,0    | 90 ou +      | 1,7    |
| 13,8   | 75-89 ans    | 13,4   |
| 17,2   | 60-74 ans    | 19,3   |
| 19,8   | 45-59 ans    | 16,0   |
| 19,8   | 30-44 ans    | 16,8   |
| 13,8   | 15-29 ans    | 11,8   |
| 15,5   | 0-14 ans     | 21,0   |

| Hommes | Classe d’âge | Femmes |
| ------ | ------------ | ------ |
| 0,5    | 90 ou +      | 1,6    |
| 5,6    | 75-89 ans    | 8,9    |
| 16,7   | 60-74 ans    | 18,1   |
| 20,2   | 45-59 ans    | 19,2   |
| 18,9   | 30-44 ans    | 18,1   |
| 18,2   | 15-29 ans    | 16,2   |
| 19,9   | 0-14 ans     | 17,9   |

## Culture locale et patrimoine

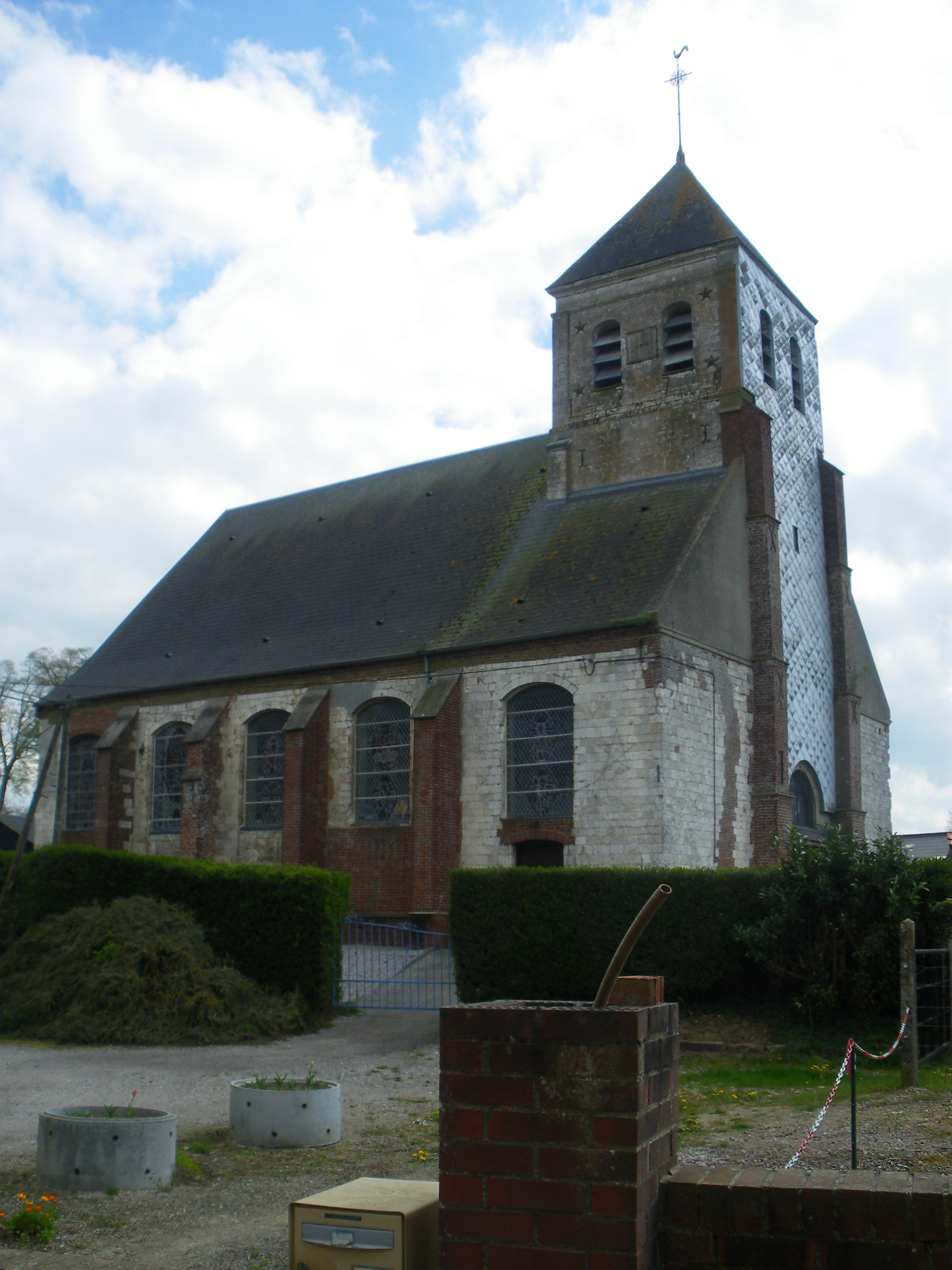
L'église Saint-Kilien.

### Lieux et monuments

#### Monument historique
- Les ruines du clocher-tour de l'ancienne église Saint-Maclou. Elles font l'objet d'une inscription au titre des monuments historiques depuis le 9 décembre 1986[38].

#### Autres lieux et monuments
- L'église Saint-Kilien.
- Le monument aux morts[39].

### Héraldique
|  | Les armes de Houvin-Houvigneul se blasonnent ainsi : d'azur à Saint-Crépin d'or tenant de sa main senestre une palme du même. |

## Pour approfondir